# Pola de Allande
Pola de Allande, o La Puela en asturià, és una parròquia i la capital del conceyu asturià d'Allande. Té una població de 733 habitants (INE Arxivat 2016-03-03 a Wayback Machine., 2011) per una superfície de 21,93 km², repartit en 19 nuclis de població.
La vila fou fundada entre 1262 i 1268, i es troba a uns 104 km d'Oviedo.
El seu codi postal és 33880.

## Entitats de població
- Caleyo (Caleyu)
- Cereceda (Zreiceda)
- Cimadevilla (Cimalaviḷḷa)
- Colobredo (El Colobréu)
- El Mazo (El Mazu)
- Ferroy (Ferrói)
- Fresnedo (Freisnéu)
- La Reigada
- La Roza
- Peñablanca (Penablanca)
- Peñaseita (Penaseita)
- Pola de Allande (La Puela)
- Valbona
- Villafrontú (Viḷḷafrontú)
- Arganzúa